# Aldearrodrigo
Aldearrodrigo è un comune spagnolo di 191 abitanti situato nella comunità autonoma di Castiglia e León, provincia di Salamanca.